# Brandon Williams
Brandon Paul Brian Williams (født 3. september 2000) er en engelsk professionel fodboldspiller, som spiller som senest spillede for Manchester United.

## Klubkarriere

### Manchester United
Williams kom igennem Manchester Uniteds ungdomsakademi, og gjorde sin førsteholdsdebut for klubben den 25. september 2019 i en EFL Cup-kamp imod Rochdale. Han scorede sit første mål for klubben den 24. november i en Premier League-kamp imod Sheffield United.
Han forlod klubben ved kontraktudløb i juni 2024.

#### Lejeaftaler
Williams blev i august 2021 udlejet til Norwich City for 2021-22 sæsonen.
Han blev igen udlejet i august 2023, denne gang til Ipswich Town, hvor han blev genforenet med træner Kieran McKenna, som han havde spillet under på ungdomsniveau hos Manchester Uniteds akademi.

## Landsholdskarriere
Williams har repræsenteret England på flere ungdomsniveauer.